# Eleutherodactylus notidodes
Espèce
Synonymes
- Eleutherodactylus audanti notidodes Schwartz, 1966

Statut de conservation UICN

 EN B1ab(iii) : En danger
Eleutherodactylus notidodes est une espèce d'amphibiens de la famille des Eleutherodactylidae.

## Répartition
Cette espèce est endémique d'Hispaniola. Elle se rencontre de 1 340 à 1 830 m d'altitude dans la Sierra de Neiba en République dominicaine et dans la chaîne du Trou d'Eau à Haïti.

## Publication originale
- Schwartz, 1966 : The relationships of four small Hispaniolan Eleutherodactylus (Leptodactylidae). Museum of Comparative Zoology, vol. 133, p. 369–399 (texte intégral).